# Ornithogalum sintenisii
Ornithogalum sintenisii är en sparrisväxtart som beskrevs av Josef Franz Freyn. Ornithogalum sintenisii ingår i släktet stjärnlökar, och familjen sparrisväxter. Inga underarter finns listade i Catalogue of Life.

## Bildgalleri

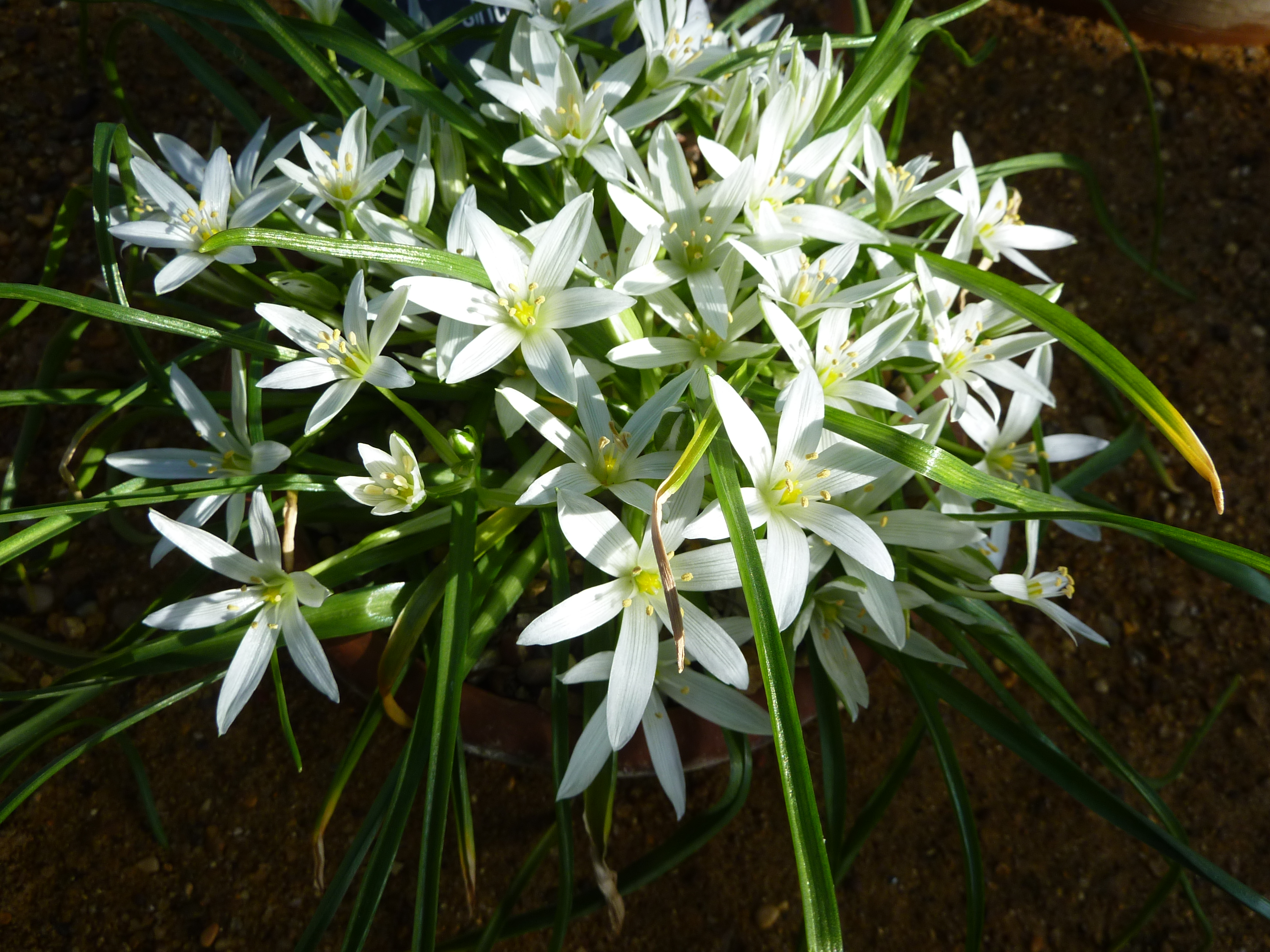